# 草津駅 (広島県)
草津駅（くさつえき）は、広島県広島市西区草津東二丁目にある広島電鉄宮島線の駅である。駅番号はM22。

## 歴史
草津は古来軍港として利用されていた港町で、当地に設けられた魚市場からは海産物が広島市内へともたらされてきた。そのため草津には輸送の需要があり、鉄道を通す動きも早い時期から存在した。広島電鉄の前身、広島瓦斯電軌によって鉄道路線が開通したのは1922年（大正11年）8月のことであり、当駅はこれに合わせて草津町駅（くさつまちえき）として開業した。
当時の路線は己斐町駅から当駅までの2.8キロメートルあまりであったが、1年半後の1924年（大正13年）4月には廿日市町駅まで延伸している。駅名が草津へと改称された時期は不詳であるが、1952年（昭和27年）から54年（昭和29年）ころのこととされる。

### 年表
- 1922年（大正11年）8月22日：宮島線が己斐町から当駅まで開通、草津町駅として開業[4][6]。駅舎も設置される[7]。
- 1924年（大正13年）4月6日：宮島線が当駅から廿日市町まで延伸[4][8]。
- 時期不詳（1952 - 54年）：草津駅に改称[5]。
- 1971年（昭和46年）2月17日：駅舎が火災で焼失[2]。

## 駅構造

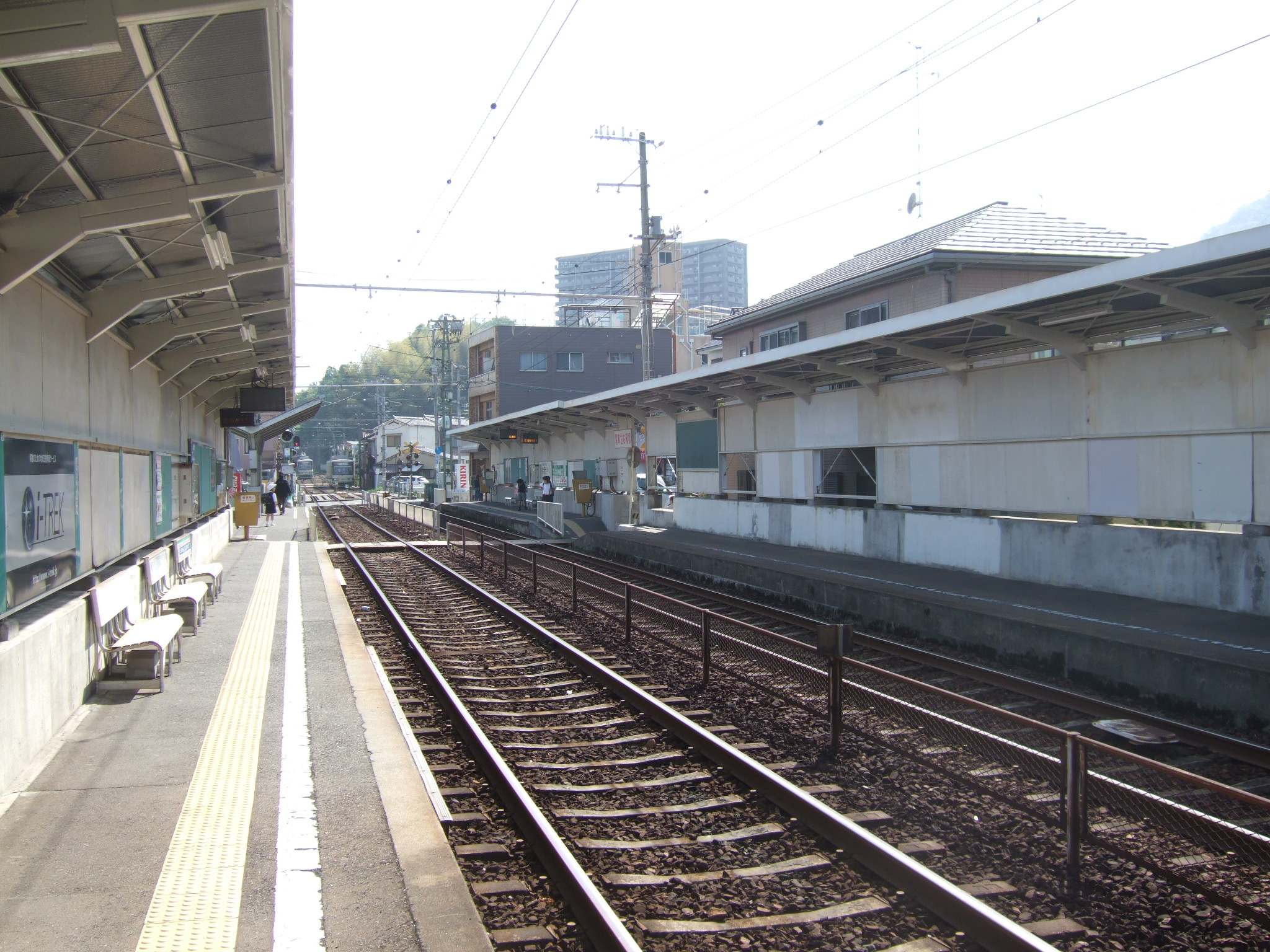
ホームから。右側が広電西広島方面

2面2線の地上駅。線路の南に広電宮島口駅方面へ向かう下りホームが、北に広電西広島（己斐）駅方面へ向かう上りホームがある。両ホームは通路で結ばれ、駅の広電宮島口寄りには踏切がある。
以前はホームの南側に海産物輸送のための側線、北側には駅舎があったが、駅舎は1971年（昭和46年）2月に火災で焼失、側線も海産物輸送の廃止に伴い撤去された。なお側線に接して設けられていたホームは当駅で折り返す市内線乗り入れ電車の乗降場も兼ねていたため低床車対応で、そのため当時高床車対応であった本線のホームとの間で床面が傾斜していた。

## 利用状況
以下の情報は、広島市統計書に基づいたデータである。1日平均乗車人員データは、年度毎の乗車総数を365（閏年は366）で割った値を小数点2位を丸めて小数点1位の値にした物である。広島電鉄のデータは1,000で丸めて提供されているので、1年毎ではプラスマイナス500の誤差があり、1日当たりでは1.4人程度の誤差が発生する。
| 年度               | 1日平均 乗車人員 | 1年毎 乗車総数 | 1年毎 定期 | 1年毎 定期外 | 出典        |
| ------------------ | ---------------- | -------------- | ---------- | ------------ | ----------- |
| 1998年（平成10年） | 1,580.8          | 577,000        | 155,000    | 422,000      | [ 統計 1 ]  |
| 1999年（平成11年） | 1,404.4          | 514,000        | 141,000    | 373,000      | [ 統計 1 ]  |
| 2000年（平成12年） | 1,372.6          | 501,000        | 140,000    | 361,000      | [ 統計 1 ]  |
| 2001年（平成13年） | 1,317.8          | 481,000        | 127,000    | 354,000      | [ 統計 2 ]  |
| 2002年（平成14年） | 1,345.2          | 491,000        | 133,000    | 358,000      | [ 統計 3 ]  |
| 2003年（平成15年） | 1,281.4          | 469,000        | 125,000    | 344,000      | [ 統計 4 ]  |
| 2004年（平成16年） | 1,175.3          | 429,000        | 125,000    | 304,000      | [ 統計 5 ]  |
| 2005年（平成17年） | 1,227.4          | 448,000        | 130,000    | 318,000      | [ 統計 6 ]  |
| 2006年（平成18年） | 1,257.5          | 459,000        | 135,000    | 324,000      | [ 統計 7 ]  |
| 2007年（平成19年） | 1,330.5          | 487,000        | 150,000    | 337,000      | [ 統計 8 ]  |
| 2008年（平成20年） | 1,326.4          | 484,000        | 154,000    | 330,000      | [ 統計 9 ]  |
| 2009年（平成21年） | 1,257.5          | 459,000        | 159,000    | 300,000      | [ 統計 10 ] |
| 2010年（平成22年） | 1,290.4          | 471,000        | 169,000    | 302,000      | [ 統計 11 ] |
| 2011年（平成23年） | 1,325.1          | 485,000        | 179,000    | 306,000      | [ 統計 12 ] |
| 2012年（平成24年） | 1,323.3          | 483,000        | 182,000    | 301,000      | [ 統計 13 ] |
| 2013年（平成25年） | 1,347.9          | 492,000        | 189,000    | 303,000      | [ 統計 14 ] |
| 2014年（平成26年） | 1,391.8          | 508,000        | 206,000    | 302,000      | [ 統計 15 ] |
| 2015年（平成27年） | 1,414.8          | 518,000        | 219,000    | 298,000      | [ 統計 16 ] |
| 2016年（平成28年） | 1,454.8          | 531,000        | 226,000    | 305,000      | [ 統計 17 ] |
| 2017年（平成29年） | 1,517.8          | 554,000        | 263,000    | 291,000      | [ 統計 18 ] |
| 2018年（平成30年） | 1,520.5          | 555,000        | 286,000    | 269,000      | [ 統計 19 ] |
| 2019年（令和元年） | 1,568.3          | 574,000        | 319,000    | 255,000      | [ 統計 20 ] |

## 駅周辺
駅は旧草津町の中心部に位置する。周辺は古くからの住宅街が広がり、神社・仏閣も多く点在する。南にしばらく行くと宮島街道に出る。その南側は1970年代以降に沿岸部の埋立によって出来た住宅地や商工センターの東端部となっている。
- 中小企業大学校広島校
- 広島市西区スポーツセンター
- 広島市立草津小学校
- 草津保育園
- 草津公民館
- 草津公園
- 広島市西部水資源再生センター
- 西部開発多目的広場
- 草津八幡宮
- 慈学院太光寺
- 海蔵寺[9]
- 慈光寺
- 幸神社
- 浄教寺
- 教専寺
- 西楽寺

## 隣の駅
広島電鉄
■宮島線
古江駅 (M21) - 草津駅 (M22) - 草津南駅 (M23)

#### 本文
1. ↑  “路線・電停ガイド - 宮島線”.   広島電鉄. 2015年8月11日時点のオリジナルよりアーカイブ。2017年2月6日閲覧。
2. 1 2 3 4 5  『広電が走る街 今昔』120-122頁
3. 1 2 3  『広島電鉄開業100年・創立70年史』66-68頁
4. 1 2 3  『広電が走る街 今昔』150-157頁
5. 1 2 3  今尾恵介（監修）『日本鉄道旅行地図帳』 11 中国四国、新潮社、2009年、39頁。ISBN 978-4-10-790029-6。
6. ↑  「地方鉄道運輸開始」『官報』1922年8月26日（国立国会図書館デジタル化資料）
7. ↑  『広島電鉄開業100年・創立70年史』70頁
8. ↑  「地方鉄道運輸開始」『官報』1924年4月11日（国立国会図書館デジタル化資料）
9. 1 2 3 4  川島令三『山陽・山陰ライン 全線・全駅・全配線』 第7巻 広島エリア、講談社〈【図説】 日本の鉄道〉、2012年、14,86頁。ISBN 978-4-06-295157-9。
10. ↑  川島令三『全国鉄道事情大研究』 中国篇 2、草思社、2009年、118頁。ISBN 978-4-7942-1711-0。
11. ↑  鉄道線である宮島線ではかつて高床車（1090形など）が使用されていた[2]。

#### 利用状況
1. 1 2 3  『広島市統計書』平成13年版
2. ↑  『広島市統計書』平成14年版
3. ↑  『広島市統計書』平成15年版
4. ↑  『広島市統計書』平成16年版
5. ↑  『広島市統計書』平成17年版
6. ↑  『広島市統計書』平成18年版
7. ↑  『広島市統計書』平成19年版
8. ↑  『広島市統計書』平成20年版
9. ↑  『広島市統計書』平成21年版
10. ↑  『広島市統計書』平成22年版
11. ↑  『広島市統計書』平成23年版
12. ↑  『広島市統計書』平成24年版
13. ↑  『広島市統計書』平成25年版
14. ↑  『広島市統計書』平成26年版
15. ↑  『広島市統計書』平成27年版
16. ↑  『広島市統計書』平成28年版
17. ↑  『広島市統計書』平成29年版
18. ↑  『広島市統計書』平成30年版
19. ↑  『広島市統計書』令和元年版
20. ↑  『広島市統計書』令和2年版